# Triết học ngôn ngữ
Triết học ngôn ngữ, theo truyền thống phân tích, là việc tìm hiểu bản chất của ngôn ngữ, các mối liên quan giữa ngôn ngữ, người sử dụng ngôn ngữ và thế giới.
Gottlob Frege và Bertrand Russell là những nhân vật quan trọng trong môn này. Sau những nhà văn này là Wittgenstein (Tractatus Logico-Philosophicus), Vòng tròn Vienna cũng như các nhà thực chứng logic và Quine. Một tác phẩm nền tảng của môn này là Cours de linguistique générale của Ferdinand de Saussure, được xuất bản sau năm 1916.
Triết học về ngôn ngữ có thể điều tra các mối quan hệ giữa ngôn ngữ, người sử dụng ngôn ngữ và thế giới. Phạm vi của Triết học ngôn ngữ có thể bao gồm yêu cầu về nguồn gốc của ngôn ngữ, bản chất của ý nghĩa, cách sử dụng và nhận thức của ngôn ngữ. Nó trùng lặp ở một mức độ nào đó với nghiên cứu về nhận thức luận, logic, triết học của tâm trí và các lĩnh vực khác (bao gồm ngôn ngữ học và tâm lý học).
Theo nghĩa rộng hơn có thể nói rằng triết lý của ngôn ngữ khám phá mối quan hệ giữa ngôn ngữ và thực tế. Cụ thể, triết học về nghiên cứu ngôn ngữ không thể được giải quyết bởi các lĩnh vực khác, như ngôn ngữ học, hay tâm lý học. Các chủ đề chính trong triết học ngôn ngữ bao gồm bản chất của ý nghĩa, chủ ý, tài liệu tham khảo, sự tạo thành câu, khái niệm, học tập và suy nghĩ.